# Soisberger Kuppenrhön
Die Soisberger Kuppenrhön ist der nordwestlichste Naturraum des deutschen Mittelgebirges Rhön rund um das bis 552,9 m hohe Hessische Kegelspiel, der im Norden am namensgebenden Soisberg 629,9 m, im Südosten am Habelberg 718,5 m Höhe erreicht. Er liegt größtenteils in Hessen (Landkreis Fulda, Norden im Landkreis Hersfeld-Rotenburg), im Südosten auch teils im thüringischen Wartburgkreis.

## Lage und Grenzen
Westlich von Eiterfeld und Schenklengsfeld stößt die Soisberger Kuppenrhön an die Haune-Hochflächen, nach Norden verjüngt sie sich und schiebt sich in den Seulingswald bis Friedewald.
Im nördlichen Osten läuft sie östlich von Ransbach in einem bewaldeten Ausläufer des Salzunger Werraberglandes aus, im mittleren und südlichen Osten trifft sie auf das (Mittlere) Ulstertal zwischen unterhalb Buttlars und (flussaufwärts) oberhalb Tanns, das sie von der Auersberger Kuppenrhön separiert.
Die Südgrenze zur Milseburger Kuppenrhön verläuft im Osten knapp nördlich der Landesstraße (Habel-)Esbachsgraben–Obernüst und schließlich entlang dem ebenfalls von einer Landesstraße flankierten Buntsandsteintal der Nüst nach Westen zum Hünfelder Becken der Haune bei Hünfeld.
In diesen Grenzen entspricht die Soisberger Kuppenrhön unnerhalb Hessens weitgehend dem geologischen Strukturraum Spahl-Eiterfelder Mulde (2.2.18). Dieser enthält allerdings zusätzlich das Hünfelder Becken (ohne den Süden mit Rückers) und enthält andererseits nicht das Gebiet von einer Linie Steinbach–Dittlofrod nach Westen, wo der obere Buntsandstein durch mittleren abgelöst wird, und damit auch nicht den Stoppelsberg. Dieses Gebiet wird bereits zur Osthessischen Buntsandsteinscholle (2.1.3) gerechnet.
Das skizzierte Gebiet ist in Nord-Süd-Richtung knapp 30 km lang bei, vom Norden abgesehen, zwischen 10 und 17 km Breite und nimmt gut 300 km² ein (Nordteil 104, Zentralteil 106, Südteil 108).

### Andere Grenzziehung

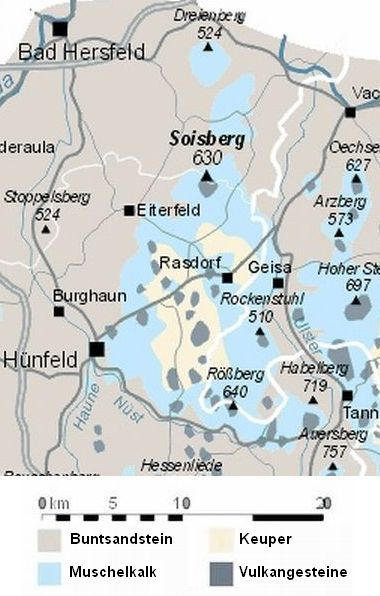
Geologische Karte der Soisberger Kuppenrhön

Der Umweltatlas Hessen des hessischen Umweltministeriums bzw. Blatt 126 Fulda legt die Südgrenze der Soisberger Kuppenrhön an die Bundesstraße 84 in Richtung Rasdorf, die unmittelbar südlich des Kegelspiels passiert. Diese Einteilung entspricht indes weder den geologischen (vgl. nebenstehende Karte) noch den orographischen Gegebenheiten. Insbesondere wird die Hauptreihe des Kegelspiels nach Südsüdosten fließend durch  den Hübelsberg und dann den etwas grobkuppigeren Buchwald (Flurname) fortgesetzt. Die eigentlichen Berge der sich südlich anschließenden Milseburger Kuppenrhön stehen auf Buntsandstein und sind durch eine Senkenlandschaft am Nüsttal und südlich davon abgetrennt.

## Landschaft und Geologie
Bekannt ist die Soisberger Kuppenrhön vor allem durch das Hessische Kegelspiel, eine bis 552,9 m (Stallberg), hohe Kuppenansammlung, die im Süden, östlich von Eiterfeld und südlich von Schenklengsfeld liegt. Der Name spielt auf die Gleichförmigkeit und die Anzahl der Berge, an. Der Kern dieser Kuppen besteht aus hexagonalen Basaltsäulen (siehe dazu unter Stoppelsberg), die beim Abkühlen der Lava entstanden. Auch der Soisberg  (629,9 m) im Norden sowie der Stoppelsberg (523,9 m) im Westen werden im weiteren Sinne zum Kegelspiel gezählt. Letzterer wurde auf Blatt Fulda zwar als deren Randberg den Haune-Hochflächen zugeschlagen, jedoch geht er klar auf den Vulkanismus der Rhön zurück und geht nach Osten unmittelbar in die Randsenken der Rhön über, die südlich seiner noch bis zum Steilhang der Haune dem Naturraum zugerechnet werden, weshalb er durchaus als Teil der Landschaft interpretierbar ist. Sein Basalt steht indes, anders als der der anderen, 7,5 km (Wisselsberg) und weiter entfernten Kuppen des Naturraums, auf einem Sockel aus Buntsandstein, während die anderen Basaltkuppen auf Muschelkalk- und Keupersockeln stehen.
Grob lässt sich die Landschaft in drei Teile teilen. Der Norden, nördlich der Landesstraße Arzell–Eiterfeld–Oberufhausen–Mansbach, wird von nur drei zentral aufgereihten, umfassenden Bergen dominiert, von denen die nördlichen beiden Tafelberge aus Muschelkalk mit knapp über 500 m Höhe sind und der südliche der namensgebende Soisberg ist. Südlich schließt sich die kuppenreiche Landschaft des eigentlichen Kegelspiels an, während südlich jenseits der Bundesstraße 80 Kirchhasel–Rasdorf–Buttlar die Bergformen variabler werden und die Höhen, zum Hübelsberg im Südosten hin, bis auf 718,5 m ansteigen.

### Hauptreihe
Auffällig an der Soisberger Kuppenrhön ist, dass die markantesten Kuppen mehrheitlich entlang der Fulda-Werra-Wasserscheide aufgereiht sind, die vom äußersten Norden abgesehen, der zwischen der Haune im Westen und der Ulster im Osten entspricht. Die nördlichsten dieser Berge, der Dreienberg (527 m; nördlichster Berg der gesamten Rhön) und der Landecker Berg (510,9 m), sind Tafelberge aus Muschelkalk, während die Basaltkuppe des Soisbergs (629,9 m) isoliert auf einem Muschelkalksockel innerhalb einer ansonsten reliefarmen Landschaft.

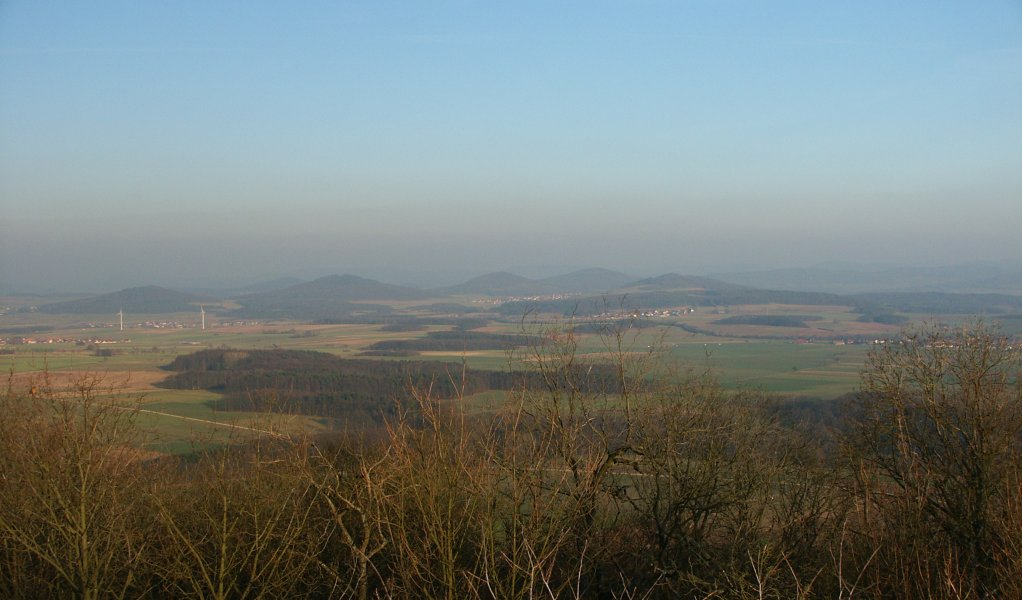
Blick vom Stoppelsberg (von Westen) zum Hessischen Kegelspiel in der Kuppenrhön

Erst südlich von Eiterfeld, wo das System der Taft, die Wasserscheide um 3 km nach Westen verschiebt, erhöht sich schlagartig die Kuppendichte. Nach der Muschelkalkhöhe Steiger (446 m) östlich der Stadt und im Zentrum der Verschiebung der Wasserscheide folgen unmittelbar südlich Eiterfelds aus einem von Muschelkalk umsäumten Keuperzentrum im Hessischen Kegelspiel die Basaltkuppen von Lichtberg (465 m), Rückersberg (524,7 m), Appelsberg (531,5 m), Stallberg (552,9 m), Morsberg (466,4 m) und, knapp jenseits der N 80, der Hübelsberg (479,8 m) sowie schließlich die in willkürlichem Wechsel groben bis feinen Kuppen von Buchwald (545 m), Breitem Berg (580,8 m), Pietzelstein (521 m), Dörnberg (521,5 m), Suchenberg (583,6 m) und Rößberg (639,4 m) sauber aufgereiht der Wasserscheide in Richtung Südsüdost.
Vom Rößberg zum 4 km entfernten Boxberg (685,4 m) verläuft die Wasserscheide plötzlich in ostsüdöstliche Richtung, nur 1,5 km parallel zur Nüst.

### Osten
Östlich der Wasserscheide setzt sich das Kegelspiel in einer hinteren Reihe mit Kleinberg (521,5 m) und Gehilfersberg (456 m) fort.
Das Ulstertal flankieren bei Buttlar der Buchenberg (396,5 m, nordöstlich) und der spitzkuppige Standorfsberg (386,4 m), der, außer von Süden, komplett von Fließgewässern (Grüsselbach, Taft, Ulster) eingeschlossen ist. Seine Basaltkuppe sitzt einer Verlängerung der nordöstlichen Muschelkalk-Abdachung des Kleinbergs (Hellenberg, ca. 422 m) auf, die jedoch durch den Grüsselbach separiert ist. Seine Scharte im Süden, an der B 80, geht nach Südwesten in einen in Teilen gratartigen Muschelkalkrücken westlich Geisas und östlich Rasdorfs über, der der innerdeutschen Grenze folgt: Über den Hainberg (403,6 m), den Rasdorfer Berg (411,7 m) und den Mittelberg (412,4 m) wird Point Alpha, ein ehemaliger US-Beobachtungsstützpunkt erreicht, der heute als Mahnmal und Gedenkstätte fungiert. Weiter nach Südwesten verbreitert sich der Rücken etwas und erreicht mit 432 m seine höchste Höhe. Knapp östlich dieser Anhöhe flankiert der Siffenberg (411,9 m) das Tal der Geisa, das im Mündungslauf dem Naturraum Ulstertal zugerechnet wird.
Weiter südlich, zwischen Geisa und Ulster, schiebt sich nordöstlich des Rößbergs ein Muschelkalkrücken, der nordwestlich Schleids (Bocksberg) 422,2 m erreicht und nordwestlich Motzlars in der markanten Basaltkuppe des Rockenstuhl (529 m) gipfelt.
Die markanteste Ufer-Randhöhe findet sich indes südlich der Apfelbach-Mündung, im äußersten Südosten der Soisberger Kuppenrhön, im Habelberg, mit 718,5 m die höchste Erhebung des Naturraumes. Nach Westen geht der Habelberg in den Seelesberg (671,5 m) an der ehemaligen innerdeutschen Grenze über, an den sich wiederum nach Süden der Boxberg im äußersten Südosten der Hauptreihe anschließt.

### Westen
Im Nordteil der Landschaft trennt die nach Norden der Fulda zufließende Solz einen kleinen Westteil ab, auf dem nördlich Eiterfelds die Basaltkuppe Hausberg (406,5 m) mit Burg Fürsteneck und nördlich davon der Ringberg (451,0 m), ein Muschelkalkberg, stehen.
Westlich der Hauptreihe steht im Kegelspiel der Wisselsberg (517,8 m); davon abgesehen ist die Landschaft bis zum 7,5 km nordwestlich entfernten Stoppelsberg (523,9 m) auffällig flachwellig. Die Eitra fließt vom Norden des Kegelspiels in Richtung Nordwesten und segmentiert auf ihrem Weg über Buchenau zur Haune die Buchenauer Hochfläche.
Im Südteil sieht das anders aus. Der mächtige Suhl (571,7 m) riegelt die Landschaft nach Westen zum Hünfelder Becken hin ab. Unmittelbar östlich seiner steht auf halbem Wege zur Hauptreihe der Odersberg (557,8 m). Suhl und Odersberg werden südöstlich durch den zur Nüst fließenden Aschenbach und in nördliche Richtungen durch die im Hünfelder Becken der Haune zufließende Hasel vom Rest der Landschaft separiert.
Im westlichen Süden finden sich auch Phonolithkuppen, wie sie für die sich südlich der Nüst anschließende Milseburger Kuppenrhön charakteristisch sind, allerdings erreichen diese nur mäßige Höhen. Der Linzberg, ein südlicher Vor-Gipfel des Suhl, erreicht etwa 502 m, der mit einer Ruine ausgestattete Haselstein nordöstlich des Suhl erreicht um 465 m.

## Berge

### Berge nach Höhe
Nachfolgend sind die wichtigsten Berge und Erhebungen der Soisberger Kuppenrhön aufgeführt (für eine strukturierte, nahezu komplette Auflistung siehe oben im Abschnitt Landschaft und Geologie oder unten im Unterabschnitt #Berge nach Wasserscheiden) – sortiert nach Höhe in Meter (m) über Normalhöhennull (NHN); Scharten nach Höhenlinien und damit nur auf einige Meter genau; Gesteine sind nur ausgewiesen, wenn es sich nicht um Basalt handelt:

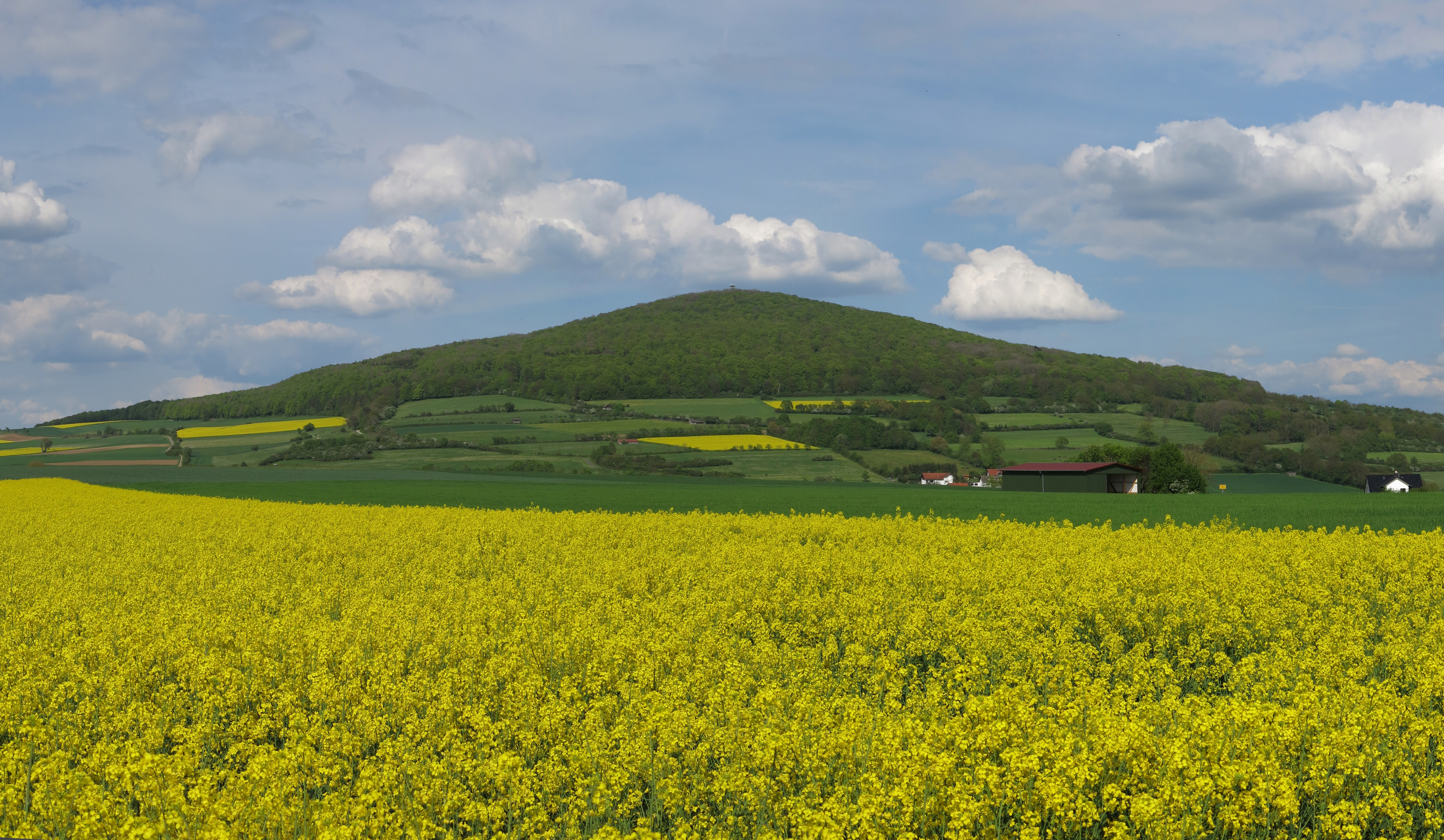
Der Soisberg

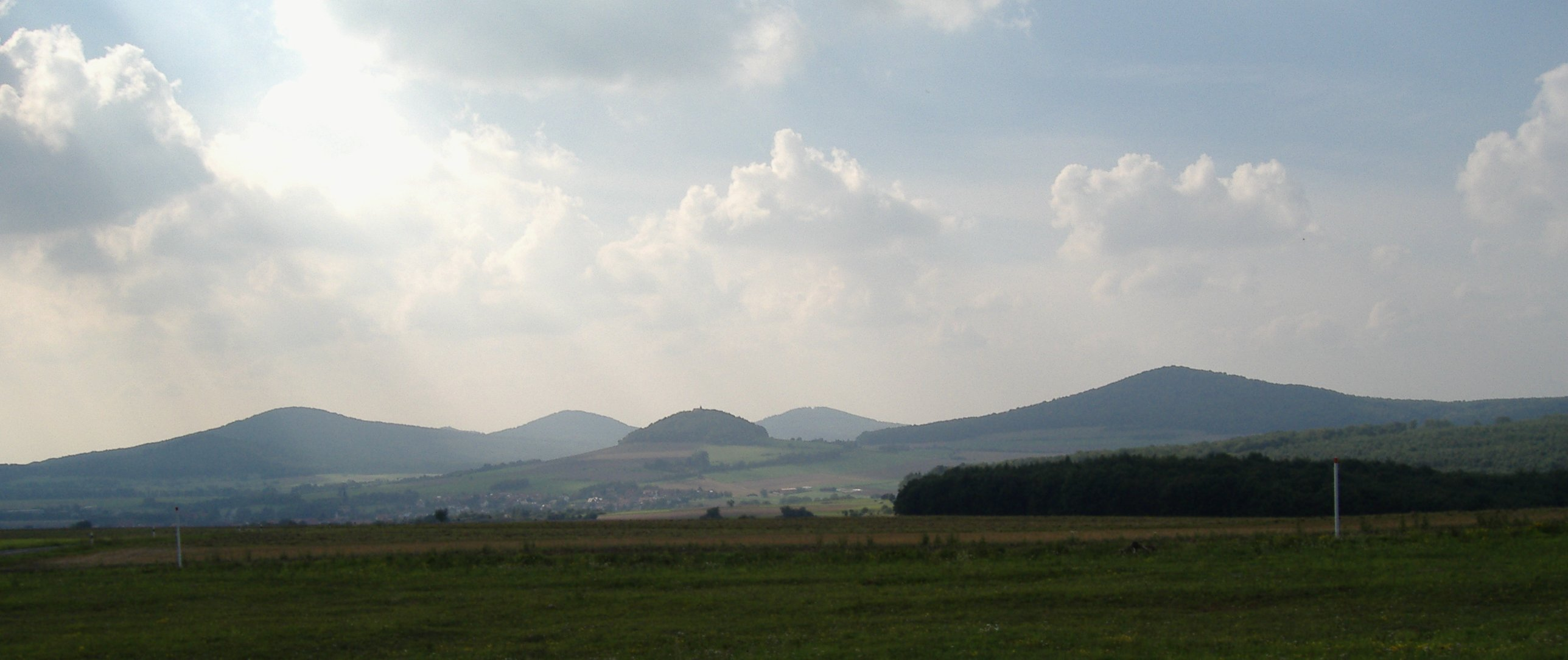
Das Hessische Kegelspiel

- Habelberg (718,5 m; Scharte zur Milseburg(er Kuppenrhön) auf 512 m), äußerster Südosten, am Ulstertal bei Tann
- Boxberg (685,4 m; Scharte zum Seelesberg und damit zum Habelberg auf 563 m), südwestlich des Habelbergs – ehemalige innerdeutsche Grenze
- Seelesberg (671,5 m; Scharte zum Habelberg auf 588 m), nordwestlich des Habelbergs und nördlich des Boxbergs
- Rößberg (640,0 m; Scharte zum Boxberg auf 495 m), Süden, südwestlich von Ketten, NSG Rößberg
- Soisberg (629,9 m; Scharte zum Rößberg auf 363 m), Norden, nordöstlich Eiterfelds – mit Soisbergturm (AT)
- Suchenberg (583,4 m; Scharte zum Rößberg auf 504 m)
- Breiter Berg (580,8 m; Scharte zum Suchenberg auf 463 m)
- Suhl (571,7 m; Scharte zum Breiten Berg auf 455 m), Südwesten, östlich Hünfelds – Basaltabbau
  - am abgetragenen Südgipfel Ulmenstein (noch ca. 522 m) findet sich ein durch Basaltabbau entstandener See[5]
  - Linzberg (ca. 502 m; Scharte auf 455 m); Phonolith-Kuppe am Südhang des Suhl
- Stallberg (552,9 m; Scharte zum Breiten Berg auf 386 m), Zentrum zwischen Hünfeld und Rasdorf – höchster Berg des Hessischen Kegelspiels, 4. in dessen Hauptreihe
- Odersberg (547,8 m; Scharte zum Breiten Berg auf 498 m)
- Buchwald (Flurname; 539 m; Scharte zum Breiten Berg auf 465 m); Hauptwasserscheide unmittelbar südlich des Kegelspiels
- Appelsberg (531,5 m; Scharte zum Stallberg auf 413 m), 3. in der Hauptreihe des Kegelspiels
- Rockenstuhl (528,5 m; Scharte zum Rößberg auf 407 m); Südosten, Ulstertal bei Motzlar – einzige Basaltkuppe auf einem nur nach Südwesten, zum Rößberg, offenen Muschelkalk-Rücken zwischen Geisa, Ulster und Apfelbach; Namensgeber der ehemaligen Gemeinde Rockenstuhl
- Dreienberg (527 m; Scharte zum Landecker Berg und damit zum Soisberg auf 358 m), Muschelkalk-Tafelberg südlich Friedewalds – nördlichster Berg der Rhön
- Rückersberg (524,7 m; Scharte zum Appelsberg auf 407 m), 2. in der Hauptreihe des Kegelspiels
- Stoppelsberg (523,9 m; Scharte zum Kegelspiel auf 353 m), Burg Hauneck; auf Blatt Fulda bereits den Haune-Hochflächen zugerechnet, aber zur Soisberger Kuppenrhön interpretierbar und auch zum Kegelspiel gezählt
- Kleinberg (521,5 m; Scharte zum Stallberg auf 352 m), Norden der Ostreihe des Kegelspiels
  - Hellenberg (ca. 422 m; Scharte auf 405 m), nach Nordosten laufender Muschelkalk-Riedel zum Standorfsberg, der jedoch durch den Grüsselbach abgetrennt ist
- Dörnberg (521,5 m; Scharten zu Breitem Berg und Suchenberg auf 463 m)
- Wisselsberg (517,8 m; Scharte zur Kegelspiel-Hauptreihe auf 385 m), West„reihe“ des Kegelspiels
- Landecker Berg (510,9 m; Scharte zum Soisberg auf 362 m), Muschelkalk-Tafelberg zwischen Soisberg und Landecker Berg
- Hübelsberg (479,8 m; Scharte zum Buchwald auf 428 m), 6. in der Hauptreihe des Kegelspiels
- Grasberg (478,0 m); Soisberger Kuppenrhön, mit der Grasburg
- Morsberg (466,4 m; Scharte zum Stallberg auf 405 m), 5. in der Hauptreihe des Kegelspiels
- Lichtberg (465 m; Scharte zum Rückersberg auf 407 m), 1. in der Hauptreihe des Kegelspiels
- Haselstein (ca. 465 m; Scharte auf 408 m); Phonolith-Kuppe mit Burgruine
- Gehilfersberg (456 m; Scharte zum Kleinberg auf 385 m), Süden der Ostreihe des Kegelspiels
- Ringberg (451,0 m; Scharte auf 360 m), Muschelkalkberg zwischen Landershausen und Oberweisenborn
- Steiger (446 m; Scharte zum Lichtberg auf 369 m), Muschelkalk-Verbindungsberg zwischen der Hauptreihe des Kegelspiels und dem Soisberg
- Hausberg (406,5 m; Scharte zum Steiger auf 364 m), Burg Fürsteneck, nördlich von Eiterfeld
- Standorfsberg (386,4 m; Scharte auf 313 m), Ulstertal westlich Buttlars – durch Grüsselbach, Taft und Ulster unmittelbar nach Westen, Norden und Osten umfriedet; ehemalige innerdeutsche Grenze, durch einen Muschelkalk-Grat über diese (Kreuzweg von Point Alpha) mit dem Kegelspiel verbunden

### Berge nach Wasserscheiden
Über die beiden Tafelberge im Norden, den Soisberg und die Hauptreihe des Hessischen Kegelspiels verläuft die Fulda-Werra-Wasserscheide, die dicht nördlich der Nüst dann, nah der Landesgrenze, zum Boxberg nach Osten wandert, Nebenwasserscheiden sind eingerückt, Höhen der Scharten wieder mit einigen Metern Ungenauigkeit (Höhen von Bergen mit Prominenz über 100 m nebst Bezugsscharten fett):
- ↓ Scharte zum Seulingswald (und zum Monte Kali), Nähe Neuapostolische Kirche in Friedewald (388 m)
- Dreienberg (527 m)
- ↓ Scharte westlich Hillertshausens (358 m)
- Landecker Berg (510,9 m)
- ↓ Kreisstraße von Wehrshausen im Süden trifft stillgelegte Bahntrasse (362 m)
- Soisberg (629,9 m)
  - Abzweig nach Südosten:
    - ↓ (354 m)
    - Buchenberg (396,5 m)
- ↓ Oberufhausen (363 m)
- Steiger (446,0 m)
  - Abzweig nach Westen, dann Norden:
    - ↓ nordöstlich von Eiterfeld (364 m)
    - Hausberg (406,5 m)
    - ↓ (352 m)
    - Ringberg (451,0 m)
    - ↓ Wüstfeld, Scharte zur 455,6 m hohen Wippershainer Höhe (360 m)
- ↓ Leibolz (369 m)
- Lichtberg (465 m)
- ↓ (407 m)
- Rückersberg (524,7 m)
- ↓ (407 m)
  - Abzweig nach Südwesten, dann nach Nordwesten:
    - ↓ (385 m)
    - Wisselsberg (517,8 m)
    - ↓ Nähe Einmündung der Kreisstraße aus Dittlofrod in die Landesstraße Eiterfeld–Steinbach (353 m)
    - ↓ Oberstoppel, Scharte zur eigentlichen, bis 472,2 m hohen Buchenauer Hochfläche (408 m)
    - Stoppelsberg (je nach Interpretation u. U. außerhalb des Naturraums; 523,9 m)
- Appelsberg (531,5 m)
- ↓ (413 m)
- Stallberg (552,9 m)
- ↓ (405 m)
- Morsberg (466,4 m)
  - Taft-Grüsselbach-Wasserscheide (nach Nordosten, dann nach Nordwesten):
    - ↓ (352 m)
    - Gehilfersberg (456 m)
    - ↓ (378 m)
    - Kleinberg (521,5 m)
- ↓ Bundesstraße 84 zwischen Kirchhasel und Rasdorf (386 m)
- Hübelsberg (479,8 m)
- ↓ (428 m)
- Buchwald (Flurname; 539 m)
  - Grüsselbach-Geisa-Wasserscheide bzw. obere Taft-Wasserscheide
    - ↓ nördlich Völlmeraus (393 m)
    - Grenzrücken zu Point Alpha (bis ca. 432 m)
    - Mittelberg (412,4 m), Rasdorfer Berg (411,7 m), Hainberg (403,6 m), jeweils sehr geringe Scharten
    - ↓ Parkplatz an der B 84 südwestlich Buttlars (313 m)
    - Standorfsberg (386,4 m)
- ↓ Kreisstraße Haselstein–Setzerbach (465 m)
- Breiter Berg (580,8 m)
  - Abzweig nach Westen
    - ↓ Haselstein (408 m)
    - Burgruine Haselstein (ca. 465 m)

  - Hasel-Nüst-Wasserscheide, nach Westen:
    - ↓ Landesstraße Haselstein–Mittelaschenbach  (455 m)
    - Suhl (571,7 m)
      - Abzweig nach Süden:
        - ↓ (455 m)
        - Linzberg (ca. 502 m)

  - Abzweig nach Südwesten
    - ↓ (498 m)
    - Odersberg (547,8 m)
- ↓ (463 m)
- Dörnberg (521,5 m)
- ↓ Landesstraße Mittelaschenbach–Spahl (463 m)
- Suchenberg (583,4 m)
- ↓ (504 m)
- Rößberg (640,0 m)
  - Apfelbach-Geisa-Wasserscheide, nach Nordosten
    - ↓ nördlich von Ketten (407 m)
    - Rockenstuhl (528,5 m)

  - Abzweig nach Westen:
    - ↓ (504 m)
    - Kühlkuppe (541,6 m)
    - ↓ (497 m)
    - Alter Berg (548,9 m)
- ↓ Kreisstraße Gotthards–Ketten, südlich Spitzkehre (495 m)
- Boxberg (685,4 m)
  - Habelbach-Apfelbach-Wasserscheide; nach Norden, dann nach Osten:
    - ↓ (563 m)
    - Seelesberg (671,5 m)
    - ↓ (588 m)
    - Habelberg (718,5 m)
- ↓ Scharte zur Milseburger Kuppenrhön bzw. zur Milseburg, Nüsterrasen, Landesstraße Obernüst–Habel (512 m)

### Dominanzen und Prominenzen
Allein 15 Berge der Soisberger Kuppenrhön weisen Schartenhöhen von über 100 m auf:
- die drei Nordberge Dreienberg, Landecker Berg und Soisberg
- der Stoppelsberg und die fünf 500er Berge des inneren Kegelspiels
- Suhl, Breiter Berg und Rockenstuhl im Süden (der Suchenberg als sechsthöchster Berg bleibt mit 79 m darunter)
- mit Rößberg, Boxberg und Habelberg im äußersten Süden drei der vier höchsten Berge (der Seelesberg bleibt mit 83 m darunter)
- → insbesondere sieben der neun Berge über 550 m

Beim Soisberg beträgt sie stolze 267 m, beim Habelberg immerhin 206 m, beim Dreienberg 169 m, beim Stallberg 167 m, beim Landecker Berg 149 m und beim Rößberg 145 m. Zum Vergleich: In der südlich angrenzenden Milseburger Kuppenrhön haben lediglich Milseburg (182 m), Großer Nallenberg (143 m) und Eckweisbacher Kuppe (125 m) Schartenhöhen dieser Größenordnung.
Die Dominanz beträgt beim Soisberg 10,3 km (zum Dietrich, Auersberger Kuppenrhön jenseits der Ulster), beim Dreienberg 9,2 km (zum Soisberg), beim Stoppelsberg 8,3 km (zum Rückersberg), beim Stallberg 5,7 km (zum Breiten Berg), beim Habelberg 3,8 km (zum Engelsberg, Auersberger Kuppenrhön), beim Rößberg 3,7 km (zum Boxberg), beim Breiten Berg 3,6 km (zum Rößberg), beim Rockenstuhl 3,6 km (zu Seelersberg oder Roßberg, Auersberger Kuppenrhön), beim Landecker Berg 3,2 km (zum Dreienberg), beim Kleinberg 3,0 km (zum Stallberg) und beim Suhl 2,9 km (zum Breiten Berg).
Beschränkte man die Dominanz-Bezugsberge auf solche diesseits der Ulster, betrüge die Dominanz des Habelbergs sogar 12,2 km; Bezugsberg wäre dann, wie auch in der Prominenz, die Milseburg.